# 齊衡
齊衡（854年12月23日~857年3月20日）是日本的年號之一，指的是仁壽之後、天安之前。此段期間，此時的天皇是平安時代之文德天皇。

## 改元
- 仁壽四年十一月三十（854年12月23日） 改元。
- 齊衡四年二月廿一（857年3月20日） 改元天安。

## 出處
《三国志•程黄韩蒋周陈董甘淩徐潘丁传》：“凡此诸将，皆江表之虎臣，孙氏之所厚待也。以潘璋之不修，权能忘过记功，其保据东南，宜哉！陈表将家支庶，而与胄子名人比翼齐衡，拔萃出类，不亦美乎！”

## 紀年
| 齊衡 | 元年  | 二年  | 三年  | 四年  |
| 公元 | 854年 | 855年 | 856年 | 857年 |
| 干支 | 甲戌  | 乙亥  | 丙子  | 丁丑  |